# Григорьев, Пётр Иванович
Петр Иванович Григорьев (также известный как Григорьев 1-й; 1806 — 29 мая [10 июня] 1871, Пятигорск, Ставропольская губерния, Российская империя) — русский актёр и драматург.

## Биография
Поступил в Петербургское театральное училище на музыкальное отделение виолончелистов в класс Л. П. Ершова, директора музыкальной части Императорских театров; однако кн. А. А. Шаховской и А. С. Грибоедов разглядели в нём дарование драматического актера и уговорили юного Петра Ивановича перейти в драматическую труппу и при содействии государственного деятеля и драматурга Н. И. Хмельницкого сами стали заниматься его образованием. В начале 1820-х годов он был принят на сцену Императорского драматического театра, где прослужил почти 50 лет.
Помимо актерской деятельности Григорьев проявил себя как талантливый автор водевилей и драм. Он автор свыше 70 (по [bookz.ru/authors/avtor-neizvesten-3/theatre_encicl/page-175-theatre_encicl.html Театральная энциклопедия]) или 67 (по Григорьев 1-й Петр Иванович // Биографический словарь. — 2000.) оригинальных и переводных пьес, часть из них написаны в соавторстве с Н. Куликовым, Некрасовым или П. Федоровым. Многие произведения Петра Ивановича Григорьева изданы М. Вольфом в 1869—1872 гг. в 5-томном издании «Театр Петра Ивановича Григорьева». Кроме того, Григорьев совместно с Куликовым - автор инсценировки «Похождения Павла Ивановича Чичикова» по 2-й части «Мёртвых душ» Гоголя. Отдельно издано: «В память столетия русского театра (1756—1856)».
Был преподавателем драматического искусства в том же Петербургском театральном училище, которое сам когда-то закончил.
Был похоронен в Санкт-Петербурге на Новодевичьем кладбище. В 1936 году захоронение было перенесено в Некрополь мастеров искусств Александро-Невской лавры.

## Роли
- Загорецкий, Чацкий, Скалозуб, Фамусов («Горе от ума»),
- Ляпкин-Тяпкин — первый исполнитель («Ревизор»),
- Жевакин — первый исполнитель («Женитьба»),
- Лаэрт («Гамлет»),
- Скапен («Проделки Скапена»),
- Сандараков («Жених из Ножовой линии» А. Красовского),
- Солдат («Москаль-Чаровник» И. П. Котляревского),
- Кремнев (одноименная драма И. Н. Скобелева) и др.

## Литературная деятельность. Пьесы
- «Актер и музыкант, или Любовь всему научит». Водевиль в 1 д.
- «Жена, каких много, и муж, каких мало, или Все навыворот». Ком.-водевиль в 1 д. Сюжет заимствован из ком. О. Крезе де Лессе «Le secret du menage».
- «Светская невеста, или Доктор сам не свой». Ком.-водевиль в 1 д.
- «Вдова-чиновница». Ком.-водевиль в 1 д.
- «Горе от тещи, или Женись да оглядывайся». Ком.-водевиль в 1 д.
- «Сын природы, или Ученье свет, а неученье тьма». Ком.-водевиль в 3 действиях, в соавторстве с П. А. Каратыгиным. Сюжет взят из романа Поля де Кока «L’homme de la nature, et l’homme police»;
- «Жена кавалериста, или Четверо против одного» (L’oncle rival). Ком.-водевиль в 1 д. Мельвиля. Пер. с фр.
- «Матушкина дочка, или Суматоха на даче». Водевиль в 2 д. Переделка ком. Ж.-Б.-Р. Дэпаньи и А. Декомберусса «La fille mal elevee»;
- «Три отца в магазине». Ком.-водевиль в 1 д. Переделка комедии Ш.-Г. Делестра-Пуарсона, Э. Скриба и Мельвиля (А.-О.-Ж. Дюверье) «Le parrain».
- «Девушка себе на уме». Водевиль в 1 д.
- «Заемный муж, или Затейница вдова». Водевиль в 1 д. Перед. с фр.
- «Девица-отшельница, или Следствия войны» (La chanoinesse). Ком.-вод. в 1 д. Э. Скриба. Пер. с фр.
- «Сиротка Сусанна» (Suzanne). Ком.-вод. в 2 д. Мельвиля (А.-О.-Ж. Дюверье) и Гино. Пер. с фр. (в постановке в Александринском театре в главной роли В. Н. Асенкова),
- «Покойная ночь, или Суматоха в Ащеуловом переулке» (настоящее название — Покойная ночь, или Суматоха в Щербаковом переулке) (Passe minuit). Шутка-вод. в 1 д. Локруа и О. Анисе-Буржуа. Перед. с фр.
- «Муж, жена и знатный друг». Водевиль в 1 действии. Переделка фр. водевиля Э. Скриба и Мельвиля (А.-О.-Ж. Дюверье) «La seconde annee, ou A qui la faute?».
- «Комнатка с отоплением и прислугой, или Танцмейстер и студент». Шутка-вод. в 1 д.
- «Жены наши пропали! или Майор bon vivant!». Ком.- вод. в 1 д.
- «Любовные проказы, или Ночь после бала». Ком.-вод. в 1 д. Сюжет взят из фр. водевиля; совместно с А. Б.
- «Интересный случай, или Художник и завещание». Вод. в 1 д.
- «Женская протекция, или Любовь, дружба и волокитство». Ком.-вод. в 1 д. Содержание заимств. из оперного либретто А. Эмбера и Полака «Frere et mari»;
- «Герои преферанса, или Душа общества». Ком. с куплетами в 3 д.
- «Складчина на ложу в итальянские оперы». Вод. в 2 к.
- «Полька в С.-Петербурге, или Бал у танцевального учителя». Шутка-вод. в 2 декорациях
- «Жених, чемодан и невеста». Ком.-вод. в 2 д.
- «Голубой ток» (La toque bleu). Ком. в 1 д. Ж.-А. Дюпена (Henri Dupin) и Ф. Дюмануара. Пер. с фр.
- «Городская почта, или Вечеринка у заимодавца». Ком.-вод. в 1 д.
- «Муж, достань мне собачку!». Ком.-вод. в 1 д.
- «Жена или карты». Вод. в 1 д.
- «Бал-маскарад для детей от 16 лет до трех месяцев» (Le bal d’enfants). Вод. в 1 д. Ф. Дюмануара и А.-Ф. Деннери. Перед. с фр.; совместно м П. С. Федоровым и Н. И. Куликовым.
- «Еще комедия с дядюшкой, или Водевиль с племянником». Вод. в 1 д.
- «Скапиновы плутни» (Les fourberies de Scapin). Ком. в 3 д. Ж.-Б. Мольера. Пер. с фр.
- «Горка на именинах, или Анекдот с четырьмя тузами». Русская картина в 1 д. с куплетами
- «Зало для стрижки волос, или Salon pour la coupe des cheveux». Шутка-вод. в 1 д.
- «Мнимая Фанни Эльслер, или Бал и концерт». Вод. а рrороs в 2 к.
- «Макар Алексеевич Губкин, или Продолжение студента, артиста, хориста и афериста». Шуточная оперетта в 1 д. Музыка составлена им же. (1840),
- «Комедия с дядюшкой, или Все для бенефиса». Вод. в 1 д. (1841),
- «Петербургский анекдот с жильцом и домохозяином». Шутка-вод. в 1 д.
- «Житейская школа». Ком. в 4 д. в стихах
- «Жоржетта» (Georgette). Ком.-вод. в 1 д. Пер. с фр.
- «Домашняя история». Ком. в 2 д. в стихах
- «Богатый холостяк и двое женатых». Ком. в 1 д.
- «Полюбовная сделка, или Русские в Бадене» (Une position delicate). Ком.-вод. в 1 д. Леонса и Бернара. Перед. с фр.
- «Солдат-балагур, или Дружба дружбой, а служба службой». Интермедия-вод. в 1 д.
- «Разлука та же наука». Ком. в 1 д. в стихах
- «Зачем иные люди женятся». Ком.-вод. в 1 д.
- «Дочь русского актера». Шутка-вод. в 1 д. с танцами (1844, в тот же год водевиль поставлен в Александринском театре, в роли старого актёра Лисичкина блистал А. Е. Мартынов). По мотивам пьесы в 1979 году на киностудии «Мосфильм» снят мюзикл «Ах, водевиль, водевиль…» режиссёра Георгия Юнгвальд-Хилькевича.
- «За веру, царя и отечество». Народное драматическое представление в прозе и стихах в 3 к. с русскими национальными песнями, плясками и военными куплетами
- «Андрей Степанович Бука, или Кто не плясал по женской дудке». Ком.-вод. в 2 д. (1847),
- «Похождения Павла Ивановича Чичикова». Сцены в 3 к. по Н. В. Гоголю, составл. из 2-го тома «Мертвых душ»
- «Невеста неподходящая». Ком.- вод. в 1 д
- «Провинциальные оригиналы». Драматич. сцены из «Губернских очерков» М. Е. Салтыкова-Щедрина в 2 к.
- «Заговорило ретивое». Ориг. ком. в 1 д. в стихах
- «Сюрприз дочке»,
- «Здравствуйте, братцы»,
- «Громкая слава жене не нужна»,
- «Матушка Фетинья Тимофеевна»,
- «Молодой человек в 60 лет» (Un cidevant jeune homme),
- «Ни статский, ни военный»,
- «Покойная ночь»,
- «Горе от тёщи, или Женись, да оглядывайся» (комедия-водевиль в одном действии, разбору которой посвятил свою статью с таким же названием В. Г. Белинский)
- «Выжигин» (Le cousin de tout le monde), совместно с Л.Л. (В. С. Межевич)